# Wildflower (filme)
Wildflower é um curta-metragem mudo norte-americano de 1914, do gênero drama romântico, dirigido por Allan Dwan. É presumidamente um filme perdido.

## Elenco
- Marguerite Clark - Letty Roberts
- Harold Lockwood - Arnold Boyd
- James Cooley - Gerald Boyd
- Edgar L. Davenport - Advogado
- Jack Pickford - Bud Haskins